# Svenska modellen kring prostitution
| Svenska modellen kring prostitution |
| --- |
| De minst sju länderna som fram till 2019 infört en eller annan form av den svenska modellen. - Betydelse – politik kring prostitution - Innebörd – kriminalisering av sexköpare - Målsättning – avskaffa människohandel för sexuella ändamål och ofta även prostitution som fenomen - Införande – Sverige (1999) Norge (2009) Island (2009) Kanada (2014) Nordirland (brittisk landsdel, 2015) Frankrike (2016) Irland (2017) Israel (2018) Maine (delstat i USA, 2023) |

Den svenska eller nordiska modellen kring prostitution är en politik omkring samhällets behandling av prostitution. Den kriminaliserar sexköpare, medan prostituerade får arbeta utan direkta åtgärder från myndigheterna. Syftet med lagstiftningen är att avskaffa människohandel för sexuella ändamål och ofta även prostitution som fenomen. Målet är att lagstiftningsvägen förbättra kvinnors rättigheter och främja jämställdheten i samhället.
Modellen har anammats av lagstiftarna i tre av de fem nordiska länderna, men den har ingen direkt koppling till den nordiska socioekonomiska modellen. Den har dock i likhet med denna svensk inspiration, genom att Sverige 1999 var det första land som införde den i svensk lag – se "Sexköpslagen". De olika nordiska länderna har dock delvis valt andra regleringar.
Motsvarande lagstiftning har även införts i ytterligare fem länder inom och utom EU, och Europaparlamentet har genom beslut 2023 rekommenderat EU:s medlemsstater en motsvarande lagstiftning. Kriminalisering av sexköp ses dock av ett antal sexarbetarorganisationer och flera människorättsorganisationer som ett hot mot EU:s friheter och sexarbetares trygghet och försörjning. Erfarenheterna från länder som infört modellen är blandade.
2025 skärpte Sverige sin lagstiftning. Detta innebär att även sexuella handlingar som utförs på distans (som via webbkamera) ingår i det som förbjuds att kunna köpa.

## Politik

### Syfte och karaktär
Den här politiken kring prostitution kriminaliserar sexköpare, medan prostituerade får arbeta utan direkta åtgärder från myndigheterna. De prostituerade kan sälja sexuella tjänster, så länge de inte samarbetar med någon annan i sitt arbete. Det innebär att koppleri och hallick-verksamhet är förbjuden, liksom bordeller och hjälp att utannonsera verksamheten.
Huvudmålet med lagstiftningen är att minska efterfrågan på de prostituerades tjänster och i förlängningen problemet med människohandel för sexuella ändamål. Detta görs genom att förbjuda sexköpet och på så sätt söka minska storleken på den illegala sexbranschen i stort. Företrädare för lagstiftningsmodellen menar att olika slags – inre eller yttre – tvång är den huvudsakliga orsaken till prostitution.
Modellen är även känd som neo-abolitionism och partiell avkriminalisering. Lagstiftningsmodellen kallas även den svenska modellen, eftersom Sverige var det första landet som införde modellen som lag. Den svenska modellen har setts som påverkad av en radikalfeministisk världsbild ("prostitution är mäns våld mot kvinnor") men även med en kontextualiserande förståelse (ett samhälle där mäns sexköp accepteras är oacceptabelt).
Enligt denna är prostitution del av det systematiska kvinnoförtryck som utgörs av den patriarkala könsmaktordningen. Genom att flytta fokus från den sexsäljande (kvinnan) och istället kriminalisera den sexköpande (mannen), markeras att sexsäljaren är ett offer och att sexköparen genom sitt erbjudande av pengar för tjänsten befinner sig i en maktposition. Genom kriminaliseringen av sexköparen ska denna utpekas som avvikande, vilket enligt teorin bidrar till ett mer jämställt samhälle.

### Stöd och kritik
Den "svenska modellen" har setts som ett föredöme internationellt och spridits till flera länder i Europa och delar av Nordamerika. Den har även fått stöd på EU-nivå. På sina håll utmanas den av det som kallas den "nederländska modellen" eller "tyska modellen", där både köp och försäljning är lagligt. Dessutom förespråkar stora internationella organisationer med koppling till mänskliga rättigheter avkriminalisering.:3m40s
Modellens genomförande har gett motstridiga resultat. Dess införande har i de olika länderna omgetts och föregåtts av både stöd och motstånd inom alla delar av det politiska spektrumet. Stöd för lagen har kommit från olika feministiska organisationer, organisationer som arbetar mot människohandel och partier som Kanadas konservativa parti.
Många verksamheter som organiserar sexarbetare, stödorganisationer generellt och människorättsförespråkare är emot den svenska modellen. Dessa inkluderar American Civil Liberties Union, Amnesty International, Human Rights Watch, Världshälsoorganisationen och FN:s aidsprogram. 2010 års utvärdering av den svenska lagen har endast delvis haft sexarbetarnas egna upplevelser som grund och påpekar i sin slutsats att lagens syfte var att bekämpa prostitutionen som fenomen. 2017 års kriminalisering av sexköpare på Irland har enligt Amnesty International lett till svårare och mer otrygga arbetsvillkor för sexsäljarna.
Lagstiftningsmodellen omgärdas av ofta filosofiska argument om viktningen av mänskliga fri- och rättigheter jämfört med individernas behov av trygghet. Tillskyndarna av lagstiftningen ser också sexbranschen i stort som en starkt könad verksamhet, med kriminella kopplingar och ett hinder mot ökad jämställdhet i samhället. Samtidigt betonas sexköparnas (påstådda) våldsamhet och hänslöshet, som enligt tillskyndarna bättre motarbetas med en kriminalisering av dem. Motståndarna till modellen menar att lagen i själva verket ökar dessa problem, att den bidrar till ökad stigmatisering av sexarbetare samt motarbetar deras möjligheter till trygg försörjning.

## Historik

### Nordisk bakgrund
Modellen infördes 1999 i Sverige, som del av den svenska kvinnofridslagstiftningen. Sedan Sverige blev först med att införa en sexköpslag 1999 har antalet länder som antagit liknande lagstiftningar blivit fler. Flera decennier efter införandet av den svenska lagen har den allmänna svenska opinionen till sexköp från en sexarbetare/prostituerad blivit mer negativ, men även motståndet mot prostitution i sig har ökat. Detta har skett i ett samhälle där digitalt sexarbete och konsumtion av sexuellt material och sexuella tjänster genom Internets utveckling ökat väsentligt.
Under 2009 införde både Island och Norge liknande lagstiftningar som den svenska. Den anammades i Norge som en del av Sexkjøpsloven. Den norska lagen innebar dessutom att sexköp utomlands blev olagliga, vilket frångår principen om dubbel straffbarhet. Lagen har diskuterats men inte antagits i Danmark och Finland, där både sexköp och prostitution fortsatt är tillåtet. I Finland är sexköp endast olagligt i samband med sexköp från ett offer för människohandel.
2025 skärpte Sverige sin lagstiftning. Det innebär att även sexuella handlingar som utförs på distans (som via webbkamera) ingår i det som förbjuds att kunna köpa. Lagskärpningen motiverades bland annat av synen på tjänster som Onlyfans som potentiella inkörsportar till (övrig) prostitution, men resultatet av lagskärpningen kan enligt vissa bli just det.

### Vidare spridning
Inom EU har den svenska modellen väckt ett ökande intresse, parallellt med att allt fler europeiska politiker och aktivister samlats kring en tanke om prostitution som i grunden förtryckande. Europaparlamentet röstade 2014 för en icke-bindande resolution som propagerade för införandet av den svenska modellen. I resolutionen uppmanades unionens medlemsstater att kriminalisera sexköp och att erbjuda stöd åt offer för människohandel för sexuella ändamål, så de kan avbryta sin verksamhet som sexsäljare. Senare har EU-politiker allt oftare kommit att förespråka en neo-abolitionistisk lagstiftning efter svensk modell. I en spansk studie 2021 analyserades orsaken till den utveckling som ett resultat av tre händelser med rötter i 1990-talet:
- Sveriges anslutning till EU 1994 och den konsekventa positioneringen hos statsfeministiska svenska politiker i beslutande ställning i EU med en önskan att exportera sexköpslagen
- framväxten av starka institutionella kopplingar mellan Europeiska kommissionen, Europaparlamentet och European Women's Lobby
- en stegvis utveckling av en hybridmodell kring jämställdhet mellan könen, parallellt med framväxten av jämställdhet som en grundläggande värdering inom EU

Tre EU-länder har fram till 2022 infört modellen i sin lagstiftning – Sverige (1999), Frankrike (2016) och Irland (2017). Därutöver har Spanien 2022 inlett en process för att införa en variant av modellen. I september 2023 låg förslag åter på Europaparlamentets bord om att föreslå införande av den svenska modellen även på EU-nivå, i alla länder. Efter en mildrad skrivning i förslaget antogs detta till slut, med 234 röster för, 175 emot och 122 ledamöter som avstod. Det slutliga beslutet blev rådgivande och inte tvingande, och varje EU-land får friheten att själv välja den metod som det anser bäst gynnar "jämställdheten och kvinnors rättigheter". Parlamentsbeslutet innehåller dock skrivningar som pekar ut sexköpare och "gynnande av prostitution" som ett problem som bör straffas på det ena eller andra sättet, något som kritiserats av olika sexarbetarorganisationer och flera organisationer för mänskliga rättigheter.
Utanför EU har modellen helt eller delvis anammats i Norge (2009), Island (2009), Kanada (2014), Nordirland (2015), och Israel (2018). Även vissa politiker i Tyskland, Spanien, Grekland, Ukraina och Colombia har (2018) visat intresse för den svenska lagen. Erfarenheterna kring modellen har varit blandade – inklusive i Nordirland, Irland, Kanada och Sverige. Sveriges regering har fortsatt att hävda att lagstiftningen gynnar sitt syfte.
2023 införde Maine, som första delstat i USA, en lagstiftning motsvarande den svenska modellen. Detta skedde efter klubbandet av två delstatslagar som syftade till att bekämpa kommersiellt sexuellt utnyttjande och ge bättre hjälp till dess offer. Kritik har kommit mot lagen för att den tvingar in sexsäljarna i en svart marknad. Den största delen av Maines landgräns vetter mot Kanada, ett land som införde motsvarande lagstiftning 2014.

### Andra modeller eller försök
Nästan samtidigt som Sverige införde sexköpslagen valde Tyskland att legalisera prostitution, och därför används länderna ofta som varandras motpoler i frågan.:32m11s
I England och Wales har man beslutat att införa restriktioner för köp av sex. I England är sedan 1950-talet gatuprostitution, marknadsföring av prostitution samt all form av koppleri olagligt. Storbritannien tog 2013 steg mot att kriminalisera sexköp, men utöver Nordirland har detta (2024) ännu inte införts i någon annan del av landet.
I Finland lade regeringen i december 2005 fram ett lagförslag med en liknande innebörd som den svenska sexköpslagen, men detta lagförslag gick inte igenom. Finland införde istället en lag mot sexköp av prostituerade som utnyttjas i människohandel. I Danmark beslutade regeringen 2012, på inrådan av Straffelovsrådet, att inte kriminalisera sexköp.
I motsatt riktning, en total avkriminalisering av handel med sexuella tjänster, har länder som Australien, Nya Zeeland och Belgien gått. I Australien hanteras frågorna på delstatlig nivå, med delstater och territorier i norr och öster som de mest "liberala", medan avkriminaliseringen för nyzeeländska medborgare och personer med fast uppehållstillstånd skedde 2003. I Belgien skedde en avkriminalisering av prostitution 2002 och ett införande av ett arbetsrättsligt skyddsnät för sexarbetare två år senare; samtidigt har koppleri legaliserats i samband med registrering av verksamheten.

### Samhällsdebatt
Den svenska modellen, med sin markering av sexsäljaren som ett brottsoffer och sexköparen som brottsling, har sin bakgrund i ett samhälleligt arbete för ökad jämställdhet (se vidare statsfeminism). Den är delvis en följd av den andra vågens feminism och de insatser som kvinnorörelsen sedan 1960-talet gjort för att jämna ut könsmässiga skillnader i samhället. Den andra vågens feminism lade också ökat fokus på bekämpandet av mäns våld mot kvinnor, och radikalfeministiskt inspirerade aktivister och tänkare har pekat ut prostitutionen som just mäns våld mot kvinnor. Dessa åsikter har bland annat kommit via kvinnojoursrelaterade organisationer. I Sverige är det del av statlig politik, bland annat via Jämställdhetsmyndigheten.
Utöver de länder som anammat en svenskinspirerad lagstiftning, finns det många fler länder där identifikationen av sexköparen som en brottsling och/eller avvikare blivit starkare på senare år. I Storbritannien talas numera ofta om sexköpare under det föraktfulla tillmälet punters, och i USA kan polisen ådöma en sexköpare deltagande i en john school ("torskskola"). Det sistnämnda motsvarar en kurs där en sexköpare får utbildning i jämställdhet och prostitutionens negativa effekter, i syfte att minska efterfrågan på de prostituerades tjänster.
Denna debatt sker samtidigt som pornografin varit laglig i många länder sedan 1970-talet och numera konsumeras i olika former av stora delar av befolkningen (både män och kvinnor). Den radikalfeministiska politiken, som syftar till ett avskaffande av sexbranschen i alla dess former, har därför omgärdats av en från och till uppblossande samhällsdebatt med ofta hårda meningsmotsättningar. Det är ett faktum att män är större konsumenter av många sexuella tjänster, men kopplingen mellan detta och kampen för ett mer jämställt samhälle är oklart.